# ネイス
ネイス株式会社（NEIS Co., Ltd.）は、東京都千代田区富士見1丁目に本拠を置く、子ども向けの体操教室を中心に事業展開を行う企業。運動特化型施設である体操教室のチェーン展開、運動器具製造、イベント開催などの事業展開を行う。発達障害を持つ子どもも参加できる教室を開校、多くの反響を呼んだ。

## 概要
日本最大級の体操教室専門に首都圏の商業施設を中心にチェーン展開を行う。事業内容は、体操教室を軸として、商品開発、発達支援の三本柱で構成され、「ネイス体操教室」が主軸を占める。創業者・南友介が元日本代表の体操選手であり、その経験を生かし2010年に創業。「運動・教育・子育てを通して、新たな価値創造」を目指し、"すこやかなカラダ"、"しなやかなココロ" を育てることに重点を置いた「ネイス体操教室」を首都圏中心に2024年3月現在で100校以上を開校する。
対象年齢は、主に1歳10ヶ月から小学6年生までで、3歳までを対象とする未就園児クラス、小学6年生までを対象とする幼児児童クラス、小学2年生から成人までが受講できるバク転教室を開講する。創業後2－3年目からは、教室で使用する器具の自社開発に着手。けがをしないよう強化スポンジを使用したカラフルなとび箱やなどを開発。これは、当初は各メーカーや海外からも器具を購入していたものの、安全性や品質、デザインなどに満足できなかったことによるもので、現在では教室で使用する90％以上の器具を自社開発で賄う。さらに、外販の需要も高まり、チームラボのアミューズメントパークで使用するマットやスイミングスクールのイベントに使用する水上アスレチックなどの製造も手掛けるに至った。
また、事業が拡大する中で、教室内でケガを誘発する恐れがあるとされるADHDなどの発達障害を持つ子どもの受け入れを断らねばならない状況が生じたが、そういった子どもたちにも体を動かす機会をつくれないか、と考え「ネイスぷらす」という名称の発達障害のある子どもを対象とする店舗を開発し、2021年5月に開校。多くの反響を呼び、FC展開でも取り入れる方針を示した。「ネイス体操教室」の標準的な面積は35坪以上で、会員制を採用しており、週1回以上の来館が見込めNSC（ネイバーフッド型ショッピングセンター）との親和性が高い。RSC（リージョナル型ショッピングセンター）の場合は、施設内にイベントスペースでオリンピアンなどの人気ゲストを招いたイベントなどのかたちで集客力強化に貢献ができるという。SDGsにも注力し、「ネイスのSDGs基本方針」を定めている。

## 創業者
同社の創業者である南友介は、関西高校、日本体育大学と体操競技で知られる学校出身で、現役時代は体操選手として全日本高校選抜選手権大会に出場、個人総合3位の成績を収めたほか、アテネオリンピック団体金メダリストの冨田洋之、水鳥寿思とともに、海外の試合にも出場。日本体育大学進学後、2000年の全日本選手権種目別平行棒で準優勝した。しかし、ケガのため大学卒業後は体操を辞め、実業の道へ。選手として挫折を経験した体操を事業化することに対して、二宮清純の問いに対して南は、自分自身が幼少期に両親に褒められたことで自己肯定感を持つことができたことで、その後の競技生活のモチベーションや人生における心の支えになった経験を踏まえ、同様に体操を通じ、子どもの心を豊かにし、笑顔あふれる教室を作りたいと考えたと述べている。著書に『子どもの才能は脳育体操で目覚めさせる！』『マンガでわかる！"発達っ子"が見ている世界』がある。また日本バク転協会の代表理事を務める。

## 事業内容
- 体操教室事業
- 児童発達支援、放課後等デイサービス事業
- ネイスプロダクツ事業

## 沿革
- 2011年 - 2月、 ネイス体操教室1号校となる東川口校を開校[14]。
- 2012年 - オリジナルエアートランポリン開発・製造開始。
- 2014年 - 5月、オリジナル器具開発部署を分社化、バックヤード株式会社設立。
- 2015年 - 10月、埼玉・川口本社移転。
- 2017年
  - 4月、本社内にてコールセンター部門開設。
  - 7月、プライバシーマーク認定。
- 2018年 - 6月、東京本部開設・東京都文京区。
- 2019年
  - 1月、埼玉県経営革新モデル企業に認定、埼玉県知事より認定書を受ける。
  - 7月、東京本部を北区に移転。
- 2020年 - 1月、FC加盟募集・のれん分け独立制度開始。
- 2021年
  - 5月、発達支援施設「ネイスぷらす越谷校」開所。
  - 6月、東京本部を新宿区に移転。東京本部へ本社登記を変更。
  - 9月、大阪堺市に関西1号校目オープンと共に大阪オフィス開設。
- 2023年 - 8月30日、本社を東京都千代田区富士見1-3-11に移転。

出典

## 所在地

### 本社
東京都千代田区富士見1-3-11 富士見デュープレックスビズ3F

### 支社
- 埼玉オフィス

埼玉県川口市戸塚6-16-11 NKビル201
- 大阪オフィス

大阪府大阪市天王寺区大道1丁目7-13 スカイアット天王寺ビル7F